# ألين ويبل
ألين ويبل (بالإنجليزية: Allen Whipple)‏ هو جراح وطبيب أمريكي، ولد في 2 سبتمبر 1881 في أرومية في إيران، وتوفي في 6 أبريل 1963 في برينستون في الولايات المتحدة.